# Grammia norvegica
Grammia norvegica là một loài bướm đêm thuộc phân họ Arctiinae, họ Erebidae.